# Aeroport de Lubango
L'aeroport de Lubango Mukanka (codi IATA: SDD, codi OACI: FNUB) és un aeroport que serveix Lubango, a la província de Huíla a Angola.
La balisa no direccional de Lubango (Ident: SB) es troba a 2,4 km est-nord-est del llindar de l'autopista 28.

## Aerolínies i destinacions
| Aerolínies           | Destinacions                                              |
| -------------------- | --------------------------------------------------------- |
| SonAir               | Luanda                                                    |
| TAAG Angola Airlines | Catumbela, Huambo, Luanda, Ondjiva, Windhoek-Hosea Kutako |

## Incidents
- El 8 de novembre de 1983 un Boeing 737 de TAAG Angola Airlines es va estavellar poc després de l'enlairament. Els 130 passatgers i la tripulació a bord van morir.